# ボギスラフ9世 (ポメラニア公)
ボギスラフ9世（ドイツ語：Bogislaw IX., 1407/10年 - 1446年12月7日）またはボグスワフ9世（ポーランド語：Bogusław IX）は、ポメラニア＝スウプスク（シュトルプ）公（在位：1418年 - 1446年）。従兄弟であるノルウェー・デンマーク・スウェーデン王エーリク7世は、ボギスラフ9世をカルマル同盟の北欧諸王国の王位継承者としようとしたが、成功しなかった。

## 生涯
ボギスラフ9世は、ポメラニア＝スウプスク公ボギスラフ8世とその妻ゾフィー・フォン・ホルシュタインの息子である。1418年にボギスラフ8世が亡くなった後、母ゾフィーは1425年ごろまで若年のボギスラフ9世に代わって領地を統治した。
若年のボギスラフ9世とその母ゾフィーは当初、ボギスラフ8世のもとで始まったカミエン教区の争いにかかりきりとなった。この問題のために両者とも破門され、1434年に皇帝ジギスムントは両者に帝国アハト刑を課した。この対立は、1397年に北欧王国の王として戴冠したボギスラフ9世の従兄弟エーリク7世の調停により解決した。エーリクは、カミエン教区の司教の選出がポメラニア公の承認権により規制され、修道院に対するポメラニア公の代官の権利を確立する条約の仲介を行った。同時に、教区は帝国法に対する権利を放棄した。以前エーリクの宰相を務めていたジークフリート2世・フォン・ブーフ司教がカミエン教区の代表を務めた。
1432年から1438年のボギスラフ9世の治世中に、フス派の脅威とヴァルド派異端者の出現も減少した。
子供のいなかったエーリク7世は、従兄弟であるボギスラフ9世を北欧王国の後継者に据えようとした。エーリク7世はいくつかの城、フュン島、そしておそらくシェラン島をボギスラフ9世に任せた。しかし、1436年にデンマーク議会はこの継承への同意を拒否し、代わりに1438年にクリストフ・フォン・プファルツ＝ノイマルクトをデンマークに呼び寄せた。デンマーク議会が1439年にエーリク7世を廃位し、1440年にクリストフを国王に選出したとき、ボギスラフ9世の王位につく見込みはなくなった。
1446年12月7日、ボギスラフ9世は長い闘病の末に亡くなり、マリエンクロン修道院に埋葬された。ボギスラフには息子がいなかったため、ボギスラフの死後、まず未亡人マリア・マゾヴィエツカがポメラニア＝ヴォルガスト＝スウプスクの統治を引き継ぎ、その後1449年に廃位されてポメラニアに戻ったエーリク7世が統治を引き継いだ。

## 結婚と子女
エーリク7世はポーランド王ヴワディスワフ2世ヤギェウォの娘をボギスラフ9世の妃として迎え入れようとしたが、これは成功しなかった。しかし1432年にボギスラフ9世はマゾフシェ公シェモヴィト4世とポーランド王ヴワディスワフ2世の妹アレクサンドラ・アルギルダイテとの娘であるマリア・マゾヴィエツカと結婚した。2人の間には以下の娘が生まれた
。
- ゾフィア（1434年頃 - 1497年） - ポメラニア公エーリヒ2世と結婚
- アレクサンドラ（1451年没）
- 娘（1449年11月30日以前没）